# Lamssid
Lamssid  (in arabo لمسيد‎?) è un centro abitato e comune rurale del Marocco situato nella provincia di Boujdour, regione di Laâyoune-Sakia El Hamra. Conta una popolazione di 572 abitanti (censimento 2014).